# Snuff 102
Snuff 102 è un film argentino del 2007 diretto da Mariano Peralta.
Il film è stato presentato in anteprima al Mar del Plata International Film Festival del 2007.
La pellicola è stata distribuita in Italia da TetroVideo in audio originale con i sottotitoli in italiano.

## Trama
Il film inizia con un video relativo alla sperimentazione sugli animali (una piccola scimmia in questo caso), seguita dal video di un uomo che smembra un corpo femminile in una vasca da bagno: è implicito che l'assassino si masturba dopo che il cadavere è stato sufficientemente mutilato. Poi qualcuno naviga su un sito porno estremo e clicca sul link "Snuff Fantasy": appaiono sequenze di animali e persone, soprattutto donne, che vengono torturate ed anche il filmato di un maiale crudelmente pugnalato alla gola.
Un uomo chiede: "Fino a che punto siete disposti a guardare? In altre parole, che cosa volete guardare?". L'inquadratura passa su una donna sanguinante che urla mentre, rimasta in intimo, è legata ad una sedia: riesce ad alzarsi, entra in un bagno, apre la tenda della doccia e grida quando la porta del WC si spalanca. Da qui parte un flashback relativo alla settimana precedente: in esso una giornalista, mentre svolge le sue mansioni di routine, apprende dal telegiornale che un serial killer di prostitute è stato catturato.
Questo episodio ispira la giornalista che, volendo fare un reportage sulla violenza, accede a siti pornografici e violenti frequentanti dai killer ed intervista un critico cinematografico, con cui discute di misoginia, feticismo, mass-media, moralità, pornografia, droga e valore della vita umana. Il servizio della giornalista è inframezzato con la scena delle torture che lei stessa e altre due donne (una prostituta incinta e una pornostar) subiscono da un uomo mascherato, che rinomina le sue prigioniere "Vittima 100", "Vittima 101" e "Vittima 102".
La "Vittima 100", cioè la donna in stato interessante, è la prima ad essere seviziata: colpita ripetutalmente al volto con dei feroci pugni, le vengono tranciate le dita delle mani e viene presa a calci in testa; il carnefice poi calpesta la sua pancia, morde uno dei suoi capezzoli e le mutìla i genitali con un coltello. A questo punto l'assassino passa alla "Vittima 101" (l'attrice hard): la colpisce con un martello, le stacca un occhio fuori dalle orbite, le provoca asfissìa con un sacchetto, le spacca i denti con uno scalpello, la violenta e urina su di lei.
Mentre il suo rapitore amputa gli arti della "Vittima 101" con una sega, la giornalista (cioè la "Vittima 102") riesce a divincolarsi dalla sedia a cui è legata: un altro flashback rivela che ella è stata catturata quando ha scoperto le fotografie segrete raffiguranti il critico cinematografico in atti di necrofilia. In questo istante il film ricomincia dalla scena che era stata interrotta dal primo flashback, cioè quella della donna che urla in bagno: la protagonista si era accorta, aprendo le tende della doccia, che la "Vittima 100" è ancora viva, seppur orrendamente mutilata.
Il critico-killer sfonda la porta e uccide definitivamente la "Vittima 100", colpendola ripetutamente al volto col martello; poi con un gancio trascina la giornalista-"Vittima 102" fuori dalla toilette con l'intento di ucciderla ma quest'ultima riesce a sciogliere i nodi che legavano le sue mani, sferrare un pugno al suo boia e scappare via con un cellulare: il telefonino però non funziona e allora è costretta a cercare una via di fuga nell'immenso appartamento dell'uomo, mentre l'aguzzino la insegue con un machete in mano.
La giornalista riesce ad uscire di casa da una finestra sbarrata e arriva in un bosco: avendo però una ferita aperta, corre più lentamente del suo torturatore che riesce ad acciuffarla. Lo psicopatico killer tenta a questo punto di strangolarla ma la donna riesce ad afferrare un provvidenziale sasso, con cui colpisce il critico facendogli perdere i sensi: può così percuoterlo nuovamente per poi finirlo col suo stesso machete. Essendosi così concluso il suo incubo, può andar via; nell'ultima scena un automobilista che passava per caso dalle sue parti le dà un passaggio in macchina.

## Critica
Il film ha ricevuto una valutazione di sei stelle su sette dall'Independent Flicks, secondo cui Snuff 102 è incredibilmente inquietante, con buoni effetti speciali e dotato di una regia e di una colonna sonora in grado di creare un'atmosfera profondamente disturbante e raccapricciante. Analogo giudizio è stato pronunciato da Horror News.net e Subtitled Hell.
Negativo è stato invece il commento di The Worldwide Celluloid Massacre: anche se nella recensione veniva ammesso che il film era "intenso", in essa si affermava che la pellicola "non arriva a niente" e che in definitiva Snuff 102 soffre a causa di una trama "non interessante" e per degli "idioti" tentativi di provocazione intellettuale. Anche Soiled Sinema lo ha valutato in maniera estremamente negativa, criticando pesantemente la recitazione e arrivando a definirlo "un pasticcio imbastardito" e "un noioso film del cazzo".

## Controversie
- Il film, molto estremo, ha causato confusione nel pubblico arrivando persino a far pensare che alcune scene fossero reali (voce smentita).
- Alla presentazione del film al Mar del Plata International Film Festival uno spettatore ha attaccato il regista prima della fine del film.
- Il sito web del film ha causato una rivolta che ha portato gli internauti a inviare una valanga di mail che ne chiedevano la chiusura; per un breve periodo il sito è stato rimosso.